# Sangesur-Korridor

Karte zur Erläuterung des Waffenstillstandsabkommens zwischen Berg-Karabach 2020. Der angebliche „Korridor“, der Aserbaidschan mit seiner Exklave Nachitschewan verbindet, ist auf Armenien (orange) mit einem grünen Pfeil dargestellt.

Der Begriff Sangesur-Korridor (armenisch Զանգեզուրի միջանցք/Zangezuri mijantsk; aserbaidschanisch Zəngəzur koridoru oder Zəngəzur dəhlizi), manchmal auch Nachitschewan-Korridor (armenisch Նախիջևանի միջանցք|Naxiǰewani mijantsk; aserbaidschanisch Naxçıvan koridoru oder Naxçıvan dəhlizi), bezeichnet einen von Politikern Aserbaidschans gewünschten „Transportkorridor“ durch die zu Armenien gehörende Region Sjunik, der die Autonome Republik Nachitschewan mit Aserbaidschan verbinden soll. Der Name Sangesur bezeichnete eine Region im Kleinen Kaukasus, die die heutige armenischen Provinz Sjunik sowie angrenzende Teile Aserbaidschans umfasst. Der aserbaidschanische Wunsch nach diesem Korridor ist ein wichtiger Faktor im seit Mai 2021 stattfindenden Armenisch-aserbaidschanischen Grenzkonflikt.

## Geschichte
Die aserbaidschanischen Behörden leiten dieses Konzept aus dem Waffenstillstandsabkommen im Bergkarabachkrieg 2020 ab, mit dem die Kampfhandlungen im Berg-Karabach-Krieg 2020 am 10. November 2020 beendet wurden. Das Waffenstillstandsabkommen erwähnt Verkehrsverbindungen Aserbaidschans zu seiner vom Rest des Landes abgetrennten Exklave Nachitschewan und Kommunikation, enthält jedoch nicht die Worte Korridor oder Sangesur. Der auf der Kreml-Website kremlin.ru veröffentlichte Text des Waffenstillstandsabkommens besagt:

„Alle Wirtschafts- und Verkehrsverbindungen in der Region werden entsperrt. Die Republik Armenien garantiert die Sicherheit der Verkehrsverbindungen zwischen den westlichen Regionen der Republik Aserbaidschan und der Autonomen Republik Nachitschewan, um eine ungehinderte Bewegung von Personen, Fahrzeugen und Fracht in beide Richtungen zu gewährleisten. Der Grenzdienst des Bundessicherheitsdienstes der Russischen Föderation ist für die Überwachung der Verkehrsverbindungen verantwortlich. Wie von den Vertragsparteien vereinbart, sollen neue Verkehrsverbindungen zwischen der Autonomen Republik Nachitschewan und den westlichen Regionen Aserbaidschans gebaut werden.“

Zu Sowjetzeiten gab es zwei Eisenbahnverbindungen, die die Autonome Republik Nachitschewan mit dem Hauptgebiet Aserbaidschans verbanden. Die kürzere Linie, die über die Region Sjunik führte, wurde 1941 gebaut, während die Linie über Idschewan und Qazax in den 1980er Jahren als alternative Route zwischen Eriwan und Baku gebaut wurde. Beide Linien wurden 1992 aufgegeben. Während Aserbaidschan es vorzieht, die Linie über Sjunik wiederherzustellen, würde Armenien die Linie Qazax—Idschewan bevorzugen. Letztere hat jedoch höhere Wiederaufbaukosten. Schätzungen zufolge würde die Wiederherstellung der Route Zəngilan—Meghri—Nakhchivan ungefähr 250 Millionen US-Dollar kosten, während die Route Idschewan 450 Millionen US-Dollar kosten würde.
Am 20. April 2021 sagte der aserbaidschanische Präsident İlham Əliyev in einem Interview, dass Aserbaidschan den Korridor umsetzen werde, ggf. mit Gewalt. Der armenische Ombudsmann Arman Tatojan brachte diese „Einschüchterungsversuche“ mit dem Völkermord an den Armeniern in Verbindung. Die Sprecherin des armenischen Außenministeriums, Anna Naghdaljan, sagte: „Armenien wird alle notwendigen Maßnahmen ergreifen, um seine Souveränität und territoriale Integrität zu schützen.“ Der armenische Premierminister Nikol Paschinjan betonte, dass in der trilateralen Erklärung vom 9. November weder „Sangesur“ (die armenische Region Sjunik) noch das Wort „Korridor“ erwähnt werden und dass es in dem Abkommen nur darum geht, die regionale Kommunikation freizugeben. Während von aserbaidschanischer Seite wiederholt Forderungen nach einem solchen Korridor aufgestellt wurden, lehnte die armenische Regierung im September 2021 erneut jeden Korridor eines anderen Landes ab, der die Souveränität des armenischen Gebiets beeinträchtige.
Anfang Januar 2023 räumte Əliyev in einem Interview mit einem aserbaidschanischen Fernsehsender ein, dass der „Sangesur-Korridor“ im Waffenstillstandsabkommen nicht erwähnt wird, sondern nur die Öffnung der Verkehrswege durch Armenien. Er habe den Begriff erst nachträglich erstmalig verwendet. Am selben Tag erneuerte ein Offizieller aus Nachitschewan die aserbaidschanische Forderung, dass der Korridor einen exterritorialen Status haben müsse. Im Vorfeld erklärte sich Armenien mehrfach dazu bereit, im Sinne des Abkommens eine Öffnung der Verkehrsverbindungen bei Erhaltung seiner Souveränität zu implementieren.
Im September 2023 forderte der türkische Präsident Recep Tayyip Erdoğan vor der Generalversammlung der Vereinten Nationen die Öffnung des Korridors, der sein Land mit einer zusätzlichen Handelsroute mit Zentralasien und China ausstattete. Nachdem ebenfalls im September 2023 Aserbaidschan in einer Offensive gegen Arzach die Kontrolle über Bergkarabach zurückerhalten hatte, das Projekt des Sangesur-Korridors jedoch nicht vorankam, brachten aserbaidschanische Politiker Anfang Oktober 2023 eine Verbindung über den Iran als Alternative ins Spiel. Am 6. Oktober folgte die Grundsteinlegung für eine neue Brücke von Zəngilan über den Aras in den Iran, die Teil einer solchen Verbindung sein könnte. Am gleichen Tag fand ein Treffen zwischen den Präsidenten der Türkei und Aserbaidschans statt, bei dem anders als früher auch nicht mehr über einen Sangesur-Korridor gesprochen wurde. Ansprüche Aserbaidschans auf Sangesur oder andere Teile Armeniens wurden am 16. Oktober auch von der aserbaidschanischen Regierung zurückgewiesen. Am 25. Oktober erklärte der aserbaidschanische Präsidentenberater Hikmet Halijew, der Sangesur-Korridor sei für Aserbaidschan nicht mehr attraktiv. Am 28. Dezember sprach mit Eltschin Amirbayow erneut ein aserbaidschanischer Vertreter davon, dass man bei weiteren Weigerungen Armeniens auf eine Verbindung durch den Iran als „Plan B“ setze. Im Januar 2024 machte der aserbaidschanische Präsident einen Korridor durch Armenien zur Bedingungen für eine allgemeine Öffnung der Grenzen zwischen den beiden Ländern. Sein Assistent Hikmet Hajiyev führte aus, dass der unkontrollierte Verkehr nur von Aserbaidschan in dessen Exklave gelten solle und Verkehr zu anderen Zielen selbstverständlich von Armenien kontrolliert werden solle. Der Korridor würde Armenien nicht zerschneiden oder vom Iran trennen.
Nach Vermittlung der US-Regierung unterzeichneten die Staatspräsidenten von Armenien und Aserbaidschan im Beisein von US-Präsident Donald Trump am 8. August 2025 im Weißen Haus ein Abkommen über die Einrichtung eines Korridors unter dem Namen „Trump Straße für Internationalen Frieden und Wohlstand“ (Trump Road for International Peace and Prosperity, TRIPP). Es ist die Verpachtung eines etwa 40 km langen Korridors an die Vereinigten Staaten vorgesehen, die dort von privaten Investoren einen Transitkorridor mit Öl- und Gaspipeline sowie Bahn-, Straßen- und Galsfaserverbindung errichten lassen, der Aserbaidschan zur kommerziellen Nutzung zur Verfügung stehen soll. Die Sicherheit soll durch private Firmen gewährleistet werden und Armenien die formelle Hoheit behalten.